# Lipophrys trigloides
Lipophrys trigloides е вид бодлоперка от семейство Blenniidae. Видът не е застрашен от изчезване.

## Разпространение и местообитание
Разпространен е в Албания, Алжир, Гибралтар, Гърция, Израел, Испания, Италия, Кипър, Ливан, Малта, Мароко, Монако, Португалия, Сирия, Словения, Тунис, Турция, Франция, Хърватия и Черна гора.
Обитава крайбрежията на морета в райони със субтропичен климат. Среща се на дълбочина от 1 до 8 m, при температура на водата около 19,3 °C и соленост 36,3 ‰.

## Описание
На дължина достигат до 13 cm.